# NGC 4148
NGC 4148 é uma galáxia espiral (S0-a) localizada na direcção da constelação de Canes Venatici. Possui uma declinação de +35° 52' 42" e uma ascensão recta de 12 horas, 10 minutos e 07,9 segundos.
A galáxia NGC 4148 foi descoberta em 7 de Fevereiro de 1866 por Heinrich Louis d'Arrest.